# 도요다촌 (야마가타현 모가미군)
도요다촌(豊田村)은 야마가타현 모가미군에 있던 촌이다. 현재의 사케가와촌 북서부 사케강 우안에 해당한다.

## 역사
- 1892년 7월 8일 - 도요사토촌의 일부(오아자 나와즈키, 마가리가와)가 분립해 성립하였다.
- 1954년 12월 1일 - 구 사케가와촌, 도요사토촌과 합병해 새로운 사케가와촌이 성립, 동일 도요다촌은 폐지되었다.

## 참고문헌
- 角川日本地名大辞典 6 山形県